# Solanum wallacei
El tomate salvaje o Solanum wallacei es una planta perenne de la familia de las solanáceas.

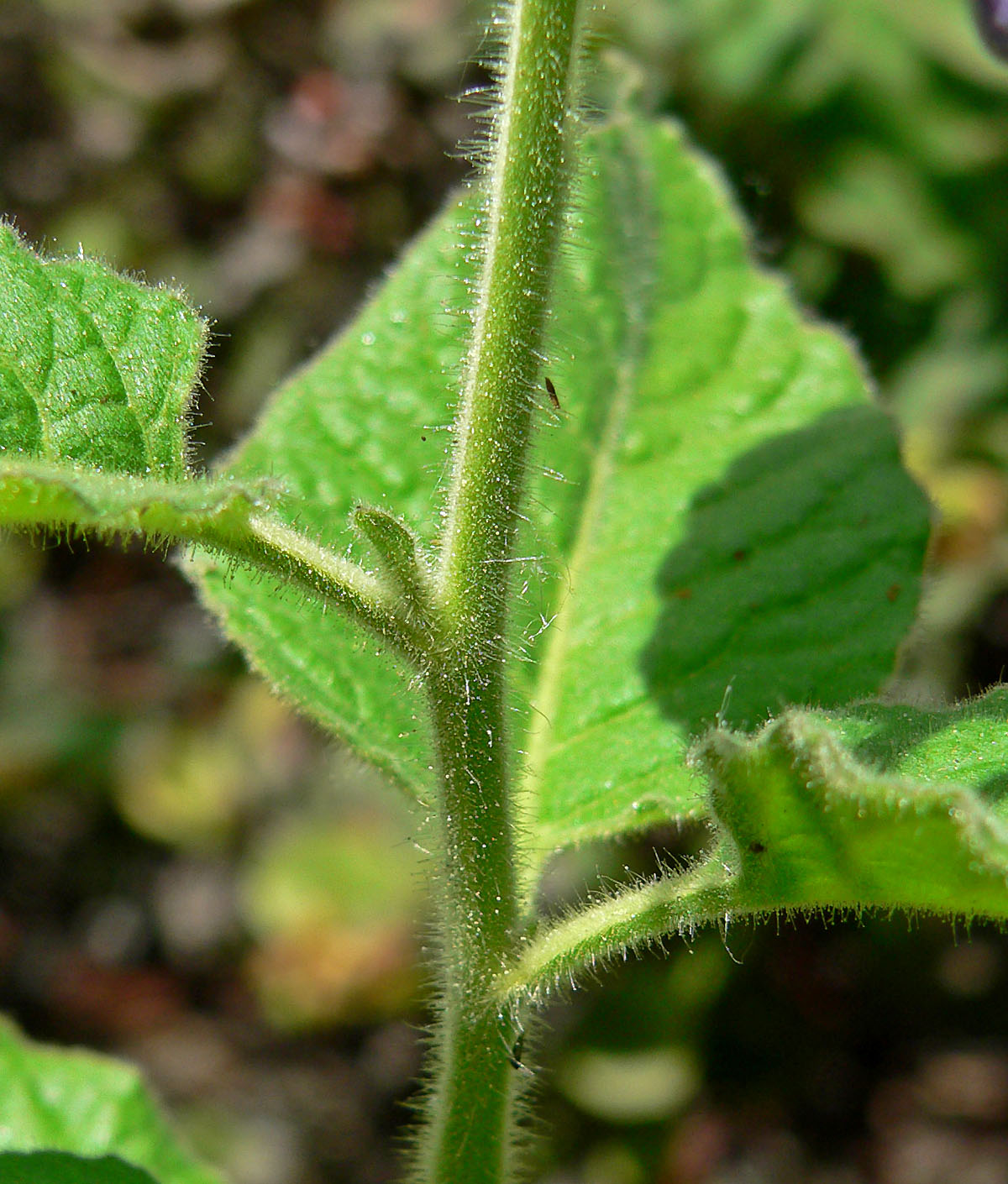
Detalle

## Descripción
Solanum wallacei produce flores púrpura que se asemeja a la planta del tomate. Las hojas y la baya púrpura-negra son venenosas.

## Distribución y hábitat
Esta planta es nativa de Santa Catalina y la Isla Guadalupe. Florece en abril-mayo y fue descubierta por William Allen Wallace (1815-1893) que recogió algunos ejemplares en Los Ángeles en el año 1854.

## Taxonomía
Solanum wallacei fue descrita por (A.Gray) Parish y publicado en Proceedings of the California Academy of Sciences, Series 3, 2(5): 166. 1901
Etimología
Ver: Solanum
wallacei: epíteto otorgado a su descubridor William Allen Wallace (1815-1893)
Sinonimia
- Solanum wallacei var. wallacei
- Solanum xanti var. wallacei A. Gray[2]